# Kostiantínivka (Donetsk)
|  | Per a altres significats, vegeu «Kostiantínivka». |

Kostiantínivka (en ucraïnès Костянтинівка, en rus Константиновка, Konstantínovka) és una ciutat industrial de l'óblast de Donetsk a Ucraïna. Formava part del districte de Kostiantínivka fins al 2020, després passà al districte de Kramatorsk. El 2025 tenia 15.000 habitants.

## Història
La ciutat de Kostiantínivka conté el jaciment arqueològic de Strominkon, on s'hi ubiquen artefactes del Paleolític inferior, establint la colonització homínida amb tecnologia lítica a l'actual Donbàs entre fa 400.000 i 1,2 milions d'anys.
Des de la incursió tàtara el 1769, al territori operaren els cosacs de Zaporíjia. El 1812 el terratinent Nomikossov establí amb 20 famílies la vila de Santurinovku, que el 1870 rebé el nom del seu fill gran i hereter, Konstantín. El 1897 s'establiren les primeres fàbriques importants i des del 1900 va haver-hi moviments de vagues de treballadors.
Durant la Primera Guerra Mundial, l'Imperi Rus remeté a molts presoners de guerra alemanys a treballar a les mines i fàbriques de la conca del Donets, incloent-hi Kostiantínivka. L'abril de 1918 les tropes alemanyes establiren a la ciutat les autoritats de la República Popular Ucraïnesa. El desembre de 1918 es retiraren els alemanys i la ciutat fou alliberada successivament per les tropes russes de l'Exèrcit Blanc i per l'Exèrcit Roig, que finalment controlà el territori a partir de desembre de 1919 i fou inclosa a la República Socialista Soviètica d'Ucraïna. El 1926 Kostiantínivka adquirí l'estatus de municipi i des de 1931 hi circulà el tramvia.
Entre el 28 d'octubre de 1941 i el 6 de setembre de 1943, les tropes nazis ocuparen la ciutat. Durant aquells 22 mesos, els alemanys causaren la mort de 15.382 persones: 1.000 civils, majoritàriament jueus, foren executats a Serguéievskaia, als afores del nord-oest de la ciutat, 1.434 homes foren desplaçats a treballs forçats a Alemanya. Durant la retirada, les tropes alemanyes causaren grans danys materials a la ciutat, destruint i cremant gairebé totes les fàbriques i el 60% dels edificis públics. El 1945, els treballadors de la fàbrica Autoglass produïren 200 reflectors que foren emprats durant l'operació militar per prendre Berlín. Durant els anys posteriors a la Segona Guerra Mundial, foren construïdes 20 instal·lacions industrials i el 1949 les empreses de la ciutat havien estat totalment restaurades.
Després de la independència d'Ucraïna el 1991, la ciutat passà a formar part de la nova república. A les eleccions presidencials del 2004 la ciutat votà a favor de Víktor Ianukóvitx amb un 93,75% i per Víktor Iúsxenko només un 4,26%. El 28 d'octubre del 2012 els habitants de la ciutat participaren a les eleccions parlamentàries de nou, votant amb un 60,12% pel Partit de les Regions i un 24,24% pel Partit Comunista d'Ucraïna, i només un 5,36% pel partit Pàtria.
El 28 d'abril del 2014, milicians de la República Popular de Donetsk prengueren la comissaria de policia de Kostiantínivka i controlaren els carrers al voltant de l'ajuntament durant la Guerra al Donbàs. La ciutat finalment fou ocupada per les Forces Armades d'Ucraïna el 7 de juliol del 2014, juntament amb Drujkivka. El setembre de 2014, una gran quantitat de refugiats arribaren a la ciutat des dels territoris on s'estaven produint els conflictes.
Després de la invasió russa d'Ucraïna el 2022, Kostiantínivka tornà a ser un bastió de les forces ucraïneses. Rússia anuncià la destrucció d'armaments d'origen estatunidenc als afores de Konstantínovka. Una base militar propera a Kostiantínivka fou contínuament bombardejada, seguida per bombardeigs constants de la ciutat en nombroses ocasions. El 20 de març del 2022 Kostiantínivka fou atacada per un míssil hipersònic rus Kh-47M2-Kinjal, impactant en un dipòsit de combustible i provocant un incendi a la ciutat. Així ho confirmà el president americà Joe Biden. Kostiantínivka fou bombardejada per les forces armades russes el juliol, setembre, amb municions d'alta precisió, i octubre del 2022, causant estralls entre els civils. Els bombardeigs s'estengueren durant el 2023, incloent-hi l'ús de míssils, i causant més baixes civils i danys a edificis no militars.
El 6 de setembre es va produir un dels bombardejos sobre civils més mortífer del conflicte. Un mínim de 16 persones mortes i 30 de ferides va ser el resultat d'un atac, segurament amb míssils, sobre un mercat de la ciutat situat en un carrer molt concorregut, amb moltes botigues i terrasses de cafeteries. Zelenski va culpar a Rússia de l'atac, mentre que d'entrada aquest país no es va pronunciar al respecte.